# الكلية الملكية للموسيقى في ستوكهولم

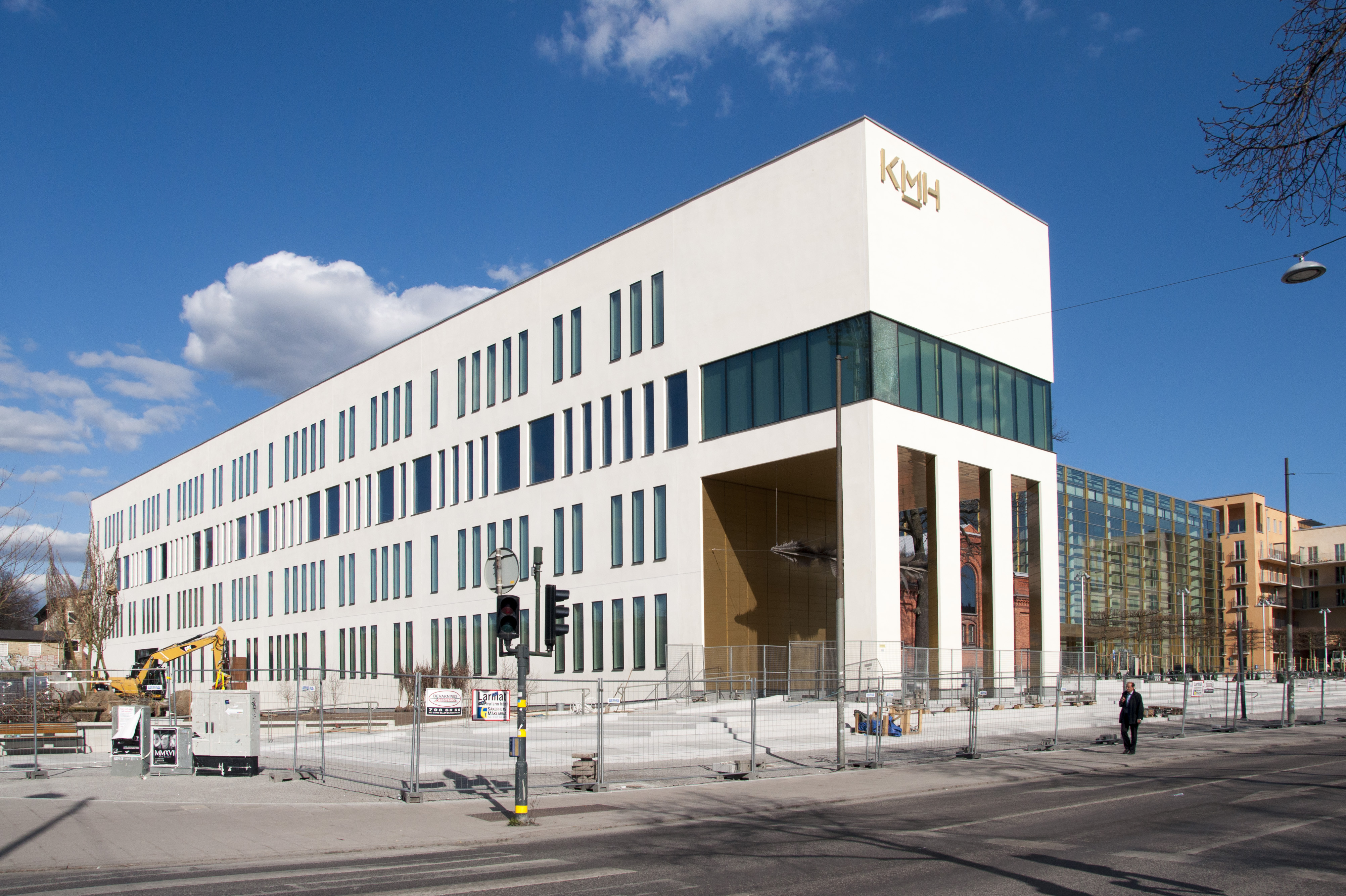
المبنى الرئيسي للكلية الملكية للموسيقى.

الكلية الملكية للموسيقى ، ستوكهولم (بالسويدية: Kungliga Musikhögskolan i Stockholm)‏ هي أقدم مؤسسة للتعليم العالي في الموسيقى في السويد، تأسست عام 1771 باعتبارها المعهد الموسيقي للأكاديمية السويدية الملكية للموسيقى. أصبحت المؤسسة مستقلة عن الأكاديمية في عام 1971 وهي الآن سلطة عامة تتبع مباشرة وزارة التعليم والبحث.

## خريجون متميزون
- لودفيغ غورانسون
- جان ساندستروم
- أوتو اولسون
- إرلاند فون كوش
- إدوارد ماغواير

## روابط خارجية
- صفحة الويب الرسمية